# Marcelo Camara
Marcelo Henrique Câmara (Florianópolis, 28 de junio de 1979 - 20 de marzo de 2008 ) fue un abogado, fiscal y profesor universitario brasileño que falleció a los 28 años con fama de santidad. Fue miembro supernumerario del Opus Dei. Su proceso de beatificación esta abierto, y actualmente tiene el título de Siervo de Dios.
Cuando era universitario participó activamente en el Movimiento Emaús (no confundir con los Retiros de Emaús de España) y posteriormente pidió ser admitido en el Opus Dei como supernumerario. Después de cuatro años de luchar contra el linfoma linfoblástico (linfoma no Hodgkin), falleció en 2008.
El proceso de estudio para su beatificación fue abierto en 2019 por la propia Arquidiócesis de Florianópolis. El proceso finalizó su fase diocesana en 2024 y actualmente está en curso la fase romana.
Su nombre completo era Marcelo Henrique Câmara, y era conocido como Marcelo Câmara o Marcelinho .

## Biografía
Marcelo Henrique Câmara nació el 28 de junio de 1979 en la ciudad de Florianópolis en el sur de Brasil, donde vivió toda su vida. Fue bautizado el 11 de agosto. Era el hijo mayor de dos hermanos, de Julio Carlos Richard Câmara y Leatrice Pavan, de quien recibió una excelente educación. De familia militar, su padre le inculcó a menudo la importancia de una buena conducta y orden. La madre, docente, tuvo influencia directa en el proceso educativo de su hijo.
En su infancia era un niño normal, y desde muy pequeño (alrededor de los 6 años), se interesó por asuntos relacionados con el bien común (gobierno de la ciudad, bienestar de los demás).
Marcelo vivió con sus padres hasta los 10 años, cuando enfrentó la separación de sus padres. El fin del matrimonio de sus padres en 1989 provocó un cambio importante en su personalidad. Marcelinho, con tan sólo 10 años, se fue a vivir con su madre y su hermano Murilo Eduardo, y comenzó a actuar como un auténtico adulto al frente de la familia y sintiéndose responsable del futuro de su familia.
A pesar de la separación, el padre mantuvo contacto frecuente con sus hijos, siguiendo su crecimiento y alentando su desarrollo. Con la ayuda de la madrina de Marcelo, intentó que sus hijos se comprometieran al menos a asistir a la misa dominical. Recibió su Primera Eucaristía en julio de 1991.

## Carrera académica y profesional
Dotado de una inteligencia y elocuencia poco comunes, su dedicación a los estudios proporcionó a Marcelo una formación notable. Desde pequeño era considerado un estudiante ejemplar, prestigio que incluso le llevó a ser nombrado orador de su promoción en la graduación del 1er grado en 1993, en la escuela Alferes Tiradentes, obligación que sólo no pudo cumplir porque se fracturó la pierna jugando al fútbol el mismo día de la graduación.
Aprobó en el primer intento el examen de ingreso a la prestigiosa Universidad Federal de Santa Catarina (UFSC), inscribiéndose en el Curso de Derecho en marzo de 1997. Completó sus estudios en diciembre de 2001 y obtuvo su licenciatura en febrero de 2002, cuando fue nombrado nuevamente para ser el orador de la clase en la ceremonia de graduación. 
Mientras realizaba sus estudios universitarios, en 2000 y 2001, realizó prácticas en el Ministerio Público del Estado de Santa Catarina, por medio de oposiciones. A finales de 2002, participó del proceso selectivo para el programa de Maestría en Derecho de la UFSC, obteniendo excelentes calificaciones. Comenzó sus estudios en marzo de 2003 y defendió su tesis en poco tiempo, en julio de 2004.
En 2003 y 2004 trabajó como profesor suplente en la UFSC en los cursos de Derecho y Economía. En 2004 fue contratado por el curso de Derecho del Instituto Superior de Educación de la Gran Florianópolis (IES) y de la Facultad de Santa Catarina (FASC).

## Conversión

### El Movimiento de Emaús
La pasión por el conocimiento y la búsqueda de una intensa formación intelectual fueron catalizadas por el profundo proceso de conversión interior de Marcelo, iniciado en el segundo semestre universitario. En esa época, por invitación de Monseñor Francisco de Sales Bianchini (entonces director espiritual del Movimiento Emaús en Florianópolis), participó del Curso de Valores Humanos y Cristianos de Emaús. Ese movimiento es diverso de lo que en España se conocen como ""Retiros de Emaús".
Así, el 50° Curso de Hombres Emaús, celebrado del 28 al 31 de agosto de 1997, le constituyó una llamada a dar un nuevo sentido a su existencia y a su búsqueda intelectual. Durante este encuentro recibió el sacramento de la Confirmación, teniendo como padrino al mismo Monseñor Bianchini.
En el año 2000 fue invitado por el P. Márcio Alexandre Vignoli para ejercer el Ministerio Extraordinario de la Sagrada Comunión en la Parroquia Sagrado Corazón de Jesús en el barrio Ingleses, donde vivía. Colaboró en el trabajo de catequesis de jóvenes y adultos, y en la organización de eventos litúrgicos como las vigilias al Santísimo Sacramento, el Sitio de Jericó, las celebraciones de Navidad y de la Pasión de Cristo, actuando como coordinador de ministros hasta su salida por enfermedad.
Consideró una posible vocación sacerdotal durante su etapa universitaria, pero decidió seguir la carrera de Fiscal, paralelamente a su gran pasión, la docencia.

### Encuentro con el Opus Dei
En 1998 fue invitado por un amigo del Movimiento Emaús a participar en una conferencia impartida por un miembro del Opus Dei, que todavía estaba empezandos sus actividades de evangelización en la ciudad. Marcelo comenzó a participar en los encuentros de formación cristiana ofrecidos. Comenzó a buscar formación espiritual y doctrinal en el Opus Dei, y las conferencias que se dictaban mensualmente en São José pasaron a realizarse en Florianópolis, en el salón del edificio de su abuela paterna, doña Mary.
Así, mientras continuaba su firme apostolado con el Movimiento Emaús y con su ayuda en la labor pastoral de la Parroquia de los Ingleses, conoció la vida de san Josemaría Escrivá y el espíritu del Opus Dei a través de conferencias, encuentros de formación, retiros espirituales y acompañamiento espiritual.
Marcelo dejó una profunda impresión en las personas que conoció, no sólo por sus inusuales conocimientos, sino también porque no le importaba “perder” el tiempo con su familia, compañeros de trabajo, estudiantes y amigos. Así, además de su completa dedicación a su trabajo profesional y religioso, destacan en su ser: sus palabras acogedoras, su sonrisa encantadora, su compañerismo, su disposición a ayudar, la riqueza de sentimientos en su corazón, por no hablar de su fe viva e inquebrantable, y su intenso amor a Dios. El P. Vitor Feller, vicario general de la Arquidiócesis de Florianópolis y profesor de la Facultad Católica de Santa Catarina (FACASC), ve en la figura de Marcelo Câmara la confirmación de que “es posible ser joven y ser santo”.

## Enfermedad y muerte

### Diagnóstico y tratamiento
A partir de septiembre de 2004 vivió una dura prueba cuando perdió repentinamente el movimiento de sus piernas y tuvo que ser hospitalizado urgentemente. En esta ocasión le diagnosticaron linfoma linfoblástico (linfoma no Hodgkin), un tipo de cáncer que se origina en el sistema linfático, diseminándose tumores que se desarrollan principalmente en el mediastino, en el tórax .
Con la ayuda incansable de familiares y amigos, y con filial confianza en la Divina Providencia, afrontó con sorprendente y contagiosa serenidad el largo proceso de lucha por la vida, que duró cerca de 4 años, sometiéndose a muchos exámenes y extracciones de sangre, quimioterapias y radioterapias, probando distintos medicamentos y tratamientos, soportando prolongadas hospitalizaciones y hasta un trasplante de médula ósea en noviembre de 2007, cuando la enfermedad ya había llegado al torrente sanguíneo, y se diagnosticó leucemia.
Entre los agravamientos de la enfermedad y las mejoras del estado, en el hospital o en su casa, era atendido semanalmente por un sacerdote y un numerario del Opus Dei. Marcelo no se dejó conmover por el sufrimiento y el dolor físico y emocional de ver sufrir a sus seres queridos, transformándolos, como todo en su vida, en un lugar de profundo encuentro con el Señor. Nunca se quejó de nada durante el largo proceso de enfrentar la enfermedad.
Ofreció a Dios su enfermedad y los sufrimientos que le causaba, uniéndolos a la Cruz de Cristo, por la conversión de sus familiares y amigos, así como por todas las vocaciones de la Iglesia: sacerdotes, religiosos y laicos, padres y madres de familia. Aceptó la enfermedad como una expresión misteriosa de la voluntad de Dios para su bien y para el bien de todos.
Ya luchaba contra la enfermedad en 2006, cuando aprobó las oposiciones del XXXII Examen Público de Ingreso a la Carrera del Ministerio Público de Santa Catarina (MPSC). Asumió su cargo en la Institución en marzo de 2007.
Sin embargo, debido al empeoramiento de su salud, solo pudo actuar como procurador público durante unos 90 días, tiempo suficiente para demostrar su aguda conciencia profesional (a menudo trabajando horas extras para hacer frente a la excesiva carga de trabajo), el optimismo que lo mantenía tranquilo y confiado ante los desafíos y el difícil día a día del Tribunal Penal de São José (considerado uno de los mayores del Estado) y, sobre todo, su profundo amor por los seres humanos, en quienes veía la imagen del Señor.[cita requerida]

### Muerte
En febrero de 2008 Marcelinho fue ingresado al hospital por última vez. En los últimos días de su vida, mientras aún estaba consciente, ofreció el sacrificio del dolor al rechazar dosis de analgésicos. Y así, el 20 de marzo de 2008, Jueves Santo, exactamente un año después de su nombramiento como Procurador General de la República, falleció, siendo enterrado el Viernes Santo, en el Cementerio de São Francisco de Assis (barrio de Itacorubi).
En la misa del séptimo día, Monseñor Francisco de Sales Bianchini (1925-2010) aconsejó a los presentes a pedir su intercesión ante Dios, porque era verdaderamente un santo.

## Beatificación

### Fama de santidad
El 20 de marzo de 2018, se celebró la misa por el 10º aniversario de la muerte de Marcelo, presidida por el arzobispo en la Catedral de Florianópolis, y se publicó la 1ª edición de la biografía. El 26 de junio del mismo año, el Vicario General del Opus Dei en Brasil dio fe de su fama de santidad.
Además de Brasil, la fama de santidad de Marcelo se ha extendido a muchos países y ya hay registros de favores obtenidos por su intercesión en los cinco continentes, en países como Japón, Australia, India, Sudáfrica, Kenia, Portugal, España, Polonia, Alemania, Estados Unidos, México, Chile y Argentina.

### Apertura del proceso
El 4 de octubre fue creada la Asociación Marcelo Henrique Câmara, una asociación privada de fieles de la Arquidiócesis de Florianópolis. El 25 de noviembre de 2018 se entregó oficialmente la solicitud de apertura (libelo de súplica) del proceso de beatificación de Marcelo Câmara.
El 29 de marzo de 2019 se publicó el Aviso de Libelo en la Arquidiócesis de Florianópolis y el 14 de noviembre la Congregación para las Causas de los Santos concedió el nihil obstat para el inicio del proceso.
El 28 de febrero de 2020 fueron exhumados sus restos y el 8 de marzo se constituyó el Tribunal Eclesiástico para abrir el caso y trasladar los restos al Santuario del Sagrado Corazón de Jesús, Florianópolis.

### Apoyo del Ministerio Público
En febrero de 2024, el Procurador General de la República Fábio de Souza Trajano y otros miembros del Ministerio Público de Santa Catarina (MPSC) manifestaron su pleno apoyo a la causa de beatificación de su ex colega catarinense. Trajano dio una señal positiva en cuanto al apoyo en la difusión del tema para el amplio conocimiento interno y externo de la trayectoria de Marcelo Câmara, que, según él, representa una fuente de inspiración y fe: " El MPSC está abierto a ayudar a difundir esta hermosa historia. La trayectoria de un hombre de fe que vio en el Ministerio Público el camino para hacer el bien y defender sus convicciones, como hombre de derecho y, al mismo tiempo, siervo de Dios ".

### Clausura de la fase diocesana
El 20 de marzo de 2024 se inauguró el Memorial Marcelo Henrique Câmara, marcando el 16º aniversario de la muerte del Siervo de Dios.  El sábado de la Octava de Pascua, 6 de abril de 2024, se celebró la solemne sesión de clausura de la fase archidiocesana de la causa de beatificación y canonización, seguida de la Celebración Eucarística en acción de gracias por los trabajos del proceso. El evento fue presidido por el arzobispo de Florianópolis Dom Wilson Tadeu Jönck, asistido por el postulador diocesano Padre Vitor Feller y el postulador de la fase romana Paolo Vilotta.
Participó también el Vicario Regional del Opus Dei en Brasil, P. Fabio Henrique Carvalheiro y el P. Flavio Sampaio de Paiva, que acompañó espiritualmente al Siervo de Dios en los últimos años de su vida, el Procurador General de Justicia, Fábio de Souza Trajano, el Procurador General de Justicia André Ghiggi Caetano da Silva, la Procuradora General de Justicia Márcia Aguiar Arend, la Procuradora General de Justicia Marina Modesto Rebelo y otros excompañeros, felices con la posibilidad de que Câmara se convierta en el primer Procurador General de Justicia a ser canonizado.
Actualmente el proceso ha iniciado su fase en Roma.

## Legado
En 2022, la alcaldía de Florianópolis, mediante el decreto ley n. º 18483/2022 anunció que sancionó la ley aprobada por el Ayuntamiento de la ciudad, según la cual la calle ubicada en la Rua Lázaro de Oliveira Souza con Rua Abel Alvarez Cabral Jr, ubicada en el barrio Ingleses do Rio Vermelho, pasó a denominarse Praça Marcelo Henrique Câmara . El decreto dice:
Un formidable testimonio de vida cristiana para los tiempos de hoy. Joven, laico, profesor, fiscal, Marcelo Henrique Câmara dejó esta vida el 20 de marzo de 2008, Jueves Santo, con fama de santidad.
Intentó santificarse en sus tareas cotidianas y ordinarias, en medio de las realidades temporales, celebrando las alegrías y llevando las cruces de su existencia, identificándose sobre todo con el sufrimiento redentor de Cristo en el ofrecimiento de su enfermedad (leucemia), vivida con alegría y paz cristiana.
Su vida retrata la esencia de la santidad como apertura generosa y constante a la gracia de Dios, y nos abre los ojos al verdadero milagro de la caridad: realizar las actividades más comunes, aparentemente sin trascendencia, con un corazón grande, dirigido hacia Dios, dándoles así valor eterno.
Al inicio de este tercer milenio, en medio de los desafíos de un mundo altamente materialista, individualista y secularizado, se nos confirma que la santidad es una llamada a todos.

## Oración por la devoción a Marcelo Câmara
La oración de devoción privada a Marcelo Câmara, con aprobación eclesiástica, es la siguiente:
Oh Dios, que llamaste a Marcelo Cámara a vivir su juventud en el seguimiento de Cristo, abrazando con fe y amor a la Santa Cruz, especialmente, por medio de la enfermedad, vivida con alegría y paz cristiana; infundiendo sentido redentor al trabajo profesional y a todas las actividades de su vida; y realizando un profundo apostolado, principalmente con los jóvenes.
Haz que yo sepa también santificar todas las actividades y circunstancias de mi vida y atraer para el amor de Jesucristo a todos aquellos con quienes convivo y trabajo.
Dígnate glorificar a tu siervo Marcelo Cámara y concédeme por su intercesión el favor que te pido (pídase). Amén.

Padrenuestro, Ave María, Gloria.

## Biografía en dibujos animados
En 2023, el ilustrador brasileño Cristiano Chauí creó una caricatura sobre la vida de Marcelo Câmara utilizando la técnica de la pizarra.